# Donación de sangre

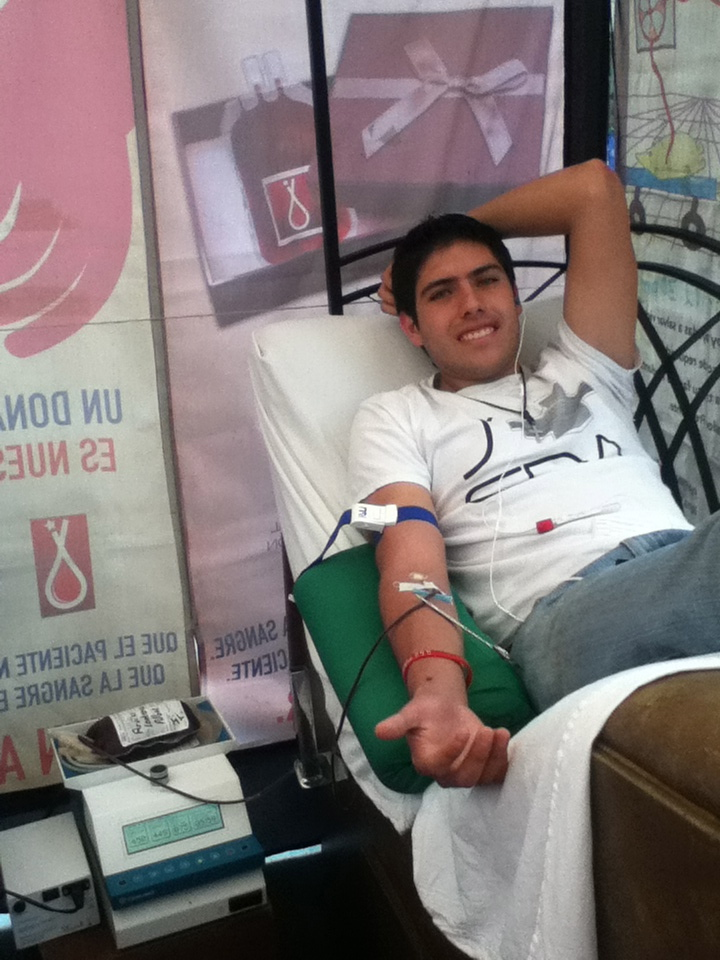
Procedimiento de donación de sangre

La donación de sangre es un procedimiento médico por el cual se extrae sangre a una persona (quien se ofrece para ello de manera voluntaria) y luego se inyecta (transfusión de sangre) a otra persona que la necesita, o bien se utiliza para elaborar medicamentos (fraccionamiento). La persona que dona sangre se llama donante o donador/a, según el país. Hasta la fecha, aún no es posible sintetizar la sangre humana.
En muchos países, la donación de sangre tiene lugar bajo un sistema público organizado: Argentina, Bolivia, Costa Rica, Cuba, España, Guatemala, México, Nicaragua, Uruguay, Venezuela y Colombia. En estos países, está prohibida la compra y la venta de sangre, y la sangre se considera un recurso público únicamente destinado a instituciones sanitarias para el tratamiento de pacientes y cuya donación es totalmente voluntaria y altruista. En países en los que no existe tal sistema o incluso también en los que sí, la donación la realizan familiares o se paga para encontrar un donante. Se considera que una de las ventajas de la donación voluntaria es que en general será menor el riesgo de contaminación. En países más pobres, quienes donan sangre suelen hacerlo cuando la familia o los amigos necesitan una transfusión (donación dirigida). Muchos donantes actúan como un acto de caridad, pero a algunos se les paga, y hay otros incentivos además del dinero como, por ejemplo, la obtención de un día libre en el trabajo. También es posible la extracción de sangre para que la persona donante la utilice en un futuro (donación autóloga; véase suero autólogo y autotrasplante). La donación es relativamente segura, pero en algunos casos se presentan moretones donde se inserta la aguja.
Cuando la donación de sangre se introdujo en 1926, debido a la renuencia de los potenciales donantes de sangre, la Cruz Roja dio 400 francos belgas (10 euros) por cada medio litro de sangre donado. Si la persona donante acudía debido a un llamado de emergencia, se añadían 50 francos belgas (1,25 euros) por la donación. En comparación, los trabajadores ganaban aproximadamente 235 francos belgas mensuales, es decir, casi el doble de un sueldo. Gracias a ello, se logró que hubiera cerca de 8000 donantes de sangre en Bélgica.[cita requerida]
Los donantes potenciales se evalúan en busca de cualquier cosa que pueda hacer que su sangre no sea segura. El examen incluye pruebas para las enfermedades que pueden transmitirse a través de transfusiones, lo que incluye VIH y hepatitis viral. Quien dona también debe responder a las preguntas acerca de su historia clínica y un breve examen físico, para asegurarse de que la donación no es peligrosa para su salud. La frecuencia con que una persona puede donar varía desde días hasta meses, en función de las características de la donación y de las leyes del país donde se lleva a cabo la donación. Por ejemplo, en los Estados Unidos, los donantes deben esperar ocho semanas (56 días) entre donaciones de sangre entera, pero solo tres días entre donaciones de plaquetas (plaquetoaféresis). En México, los varones pueden donar hasta cuatro veces al año y las mujeres, tres veces al año.
La cantidad de sangre extraída y los métodos pueden variar. La extracción puede realizarse manualmente o con un equipo automático que solo toma porciones específicas de la sangre. La mayoría de los componentes de la sangre usada para transfusiones tienen una corta vida útil, y mantener un suministro constante es un problema persistente.[cita requerida]
La Organización Mundial de la Salud decidió, en 1997, que impulsaría las donaciones de sangre voluntarias en todo el mundo.[cita requerida]
Se ha convenido celebrar, el 14 de junio de cada año, aniversario del nacimiento de Karl Landsteiner, quien descubrió los grupos sanguíneos, el Día Mundial del Donante de Sangre, como una manera de agradecer y promover la donación desinteresada.[cita requerida]

## Separación de componentes
El tiempo que transcurre desde la donación de sangre hasta su transfusión a un paciente debe ser el menor posible, generalmente entre 12 y 14 horas.[cita requerida]
Tras la donación, la bolsa que contiene la sangre debe someterse a un proceso de tipaje, mediante el cual se identifica el grupo sanguíneo del donante. Luego de esta primera clasificación, la bolsa se traslada al laboratorio de fraccionamiento, donde se somete a un proceso de centrifugación para separar sus componentes: plasma, células sanguíneas y plaquetas.
Posteriormente, la sangre pasa por los laboratorios de serología e inmunología, donde se analiza para descartar la presencia de enfermedades como la hepatitis B, el VIH, la sífilis o la elevación de transaminasas. Solo después de superar estos rigurosos controles de seguridad, la sangre estará en condiciones de ser utilizada para un receptor.[cita requerida]

## Compatibilidad/incompatibilidad de grupos sanguíneos
Existen reglas específicas que deben seguirse al realizar una transfusión de sangre, basadas en el grupo sanguíneo del donante y el receptor:
- **Grupo O**: Puede donar eritrocitos (glóbulos rojos) a cualquier otro grupo sanguíneo (donante universal), pero solo puede recibir de su mismo tipo (O).
- **Grupo A**: Puede donar eritrocitos a los grupos A y AB, pero solo puede recibir de los grupos O y A.
- **Grupo B**: Puede donar eritrocitos a los grupos B y AB, pero solo puede recibir de los grupos O y B.
- **Grupo AB**: Solo puede donar eritrocitos a otros individuos del grupo AB, pero puede recibir de todos los grupos (receptor universal).[4]

## Pacientes con necesidad de hemocomponentes y hemoderivados
El número de pacientes transfundidos ha disminuido gracias a las técnicas quirúrgicas modernas, como la cirugía laparoscópica. Además, muchos hospitales han implementado programas de ahorro en el uso de sangre. Sin embargo, los pacientes que requieren transfusiones suelen necesitar grandes volúmenes de sangre y sus derivados.
A continuación, se describen los hemocomponentes y hemoderivados necesarios para los pacientes que requieren transfusión sanguínea:
- **Hematíes (glóbulos rojos)**: Son necesarios en casos de anemia, trasplantes, politraumatismos, accidentes de tráfico y enfermedades crónicas. La vida media de los hematíes es de 40 días, conservados a temperaturas entre 4-6 °C. Actualmente, los hematíes de grupos sanguíneos poco comunes pueden ser congelados durante un período de hasta 15 años.

- **Plaquetas**: Se administran a pacientes que presentan pérdidas de sangre debido a una disminución de su cantidad o a un mal funcionamiento, como en casos de quimioterapia, leucemia o trasplantes de hígado. Las plaquetas se conservan durante 5 días después de la donación a una temperatura de 20-24 °C.

- **Plasma y derivados**: Se requiere en pacientes con quemaduras graves, hemofilia, hepatopatías y otras condiciones. El plasma puede conservarse durante un año mediante congelación. A partir del plasma, y mediante procesos químicos, se pueden extraer gammaglobulinas, albúmina y factor VIII (utilizado en pacientes hemofílicos para una correcta coagulación).

## La donación en España

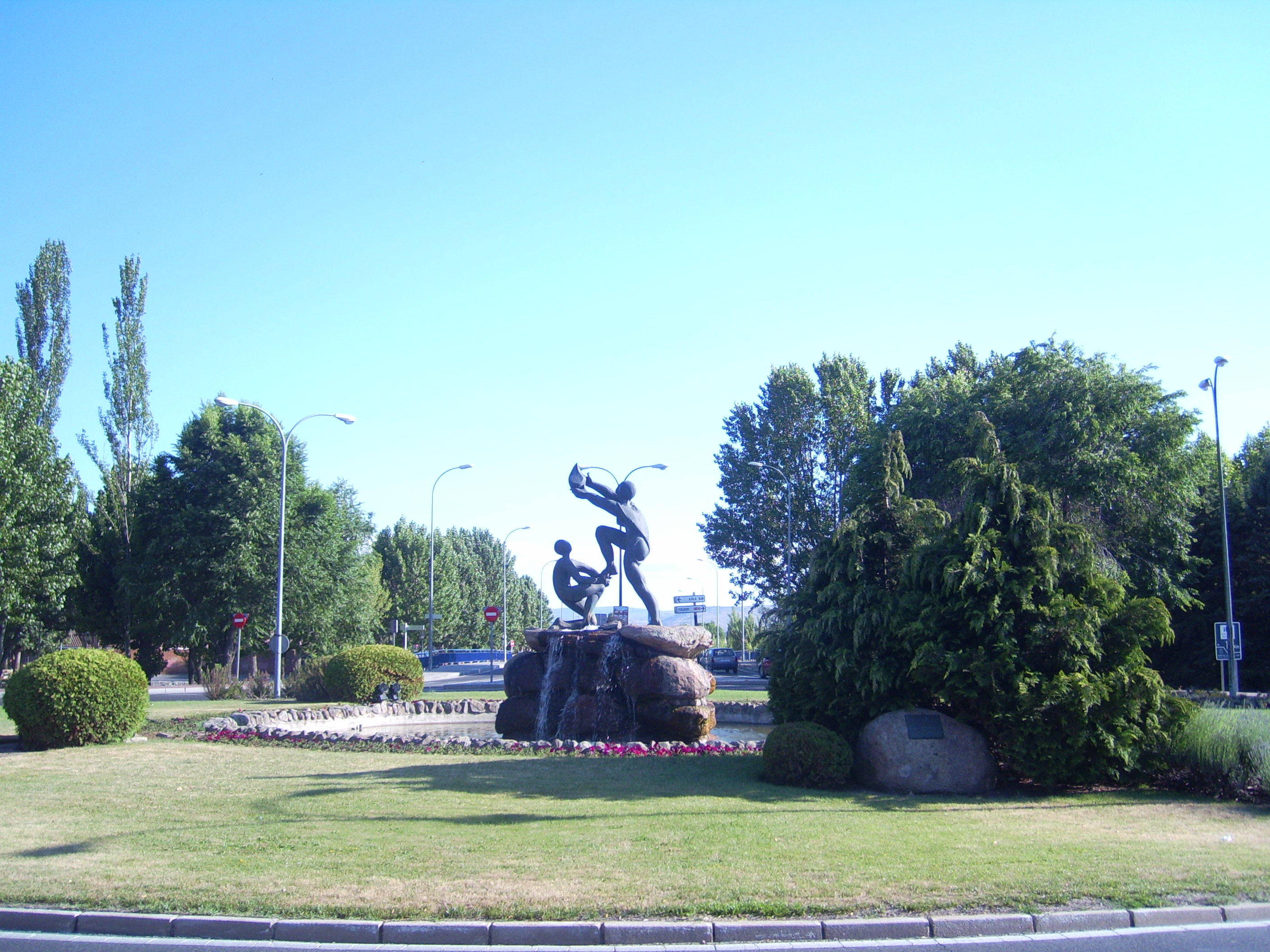
El Monumento a los Donantes de Sangre, en Ávila.

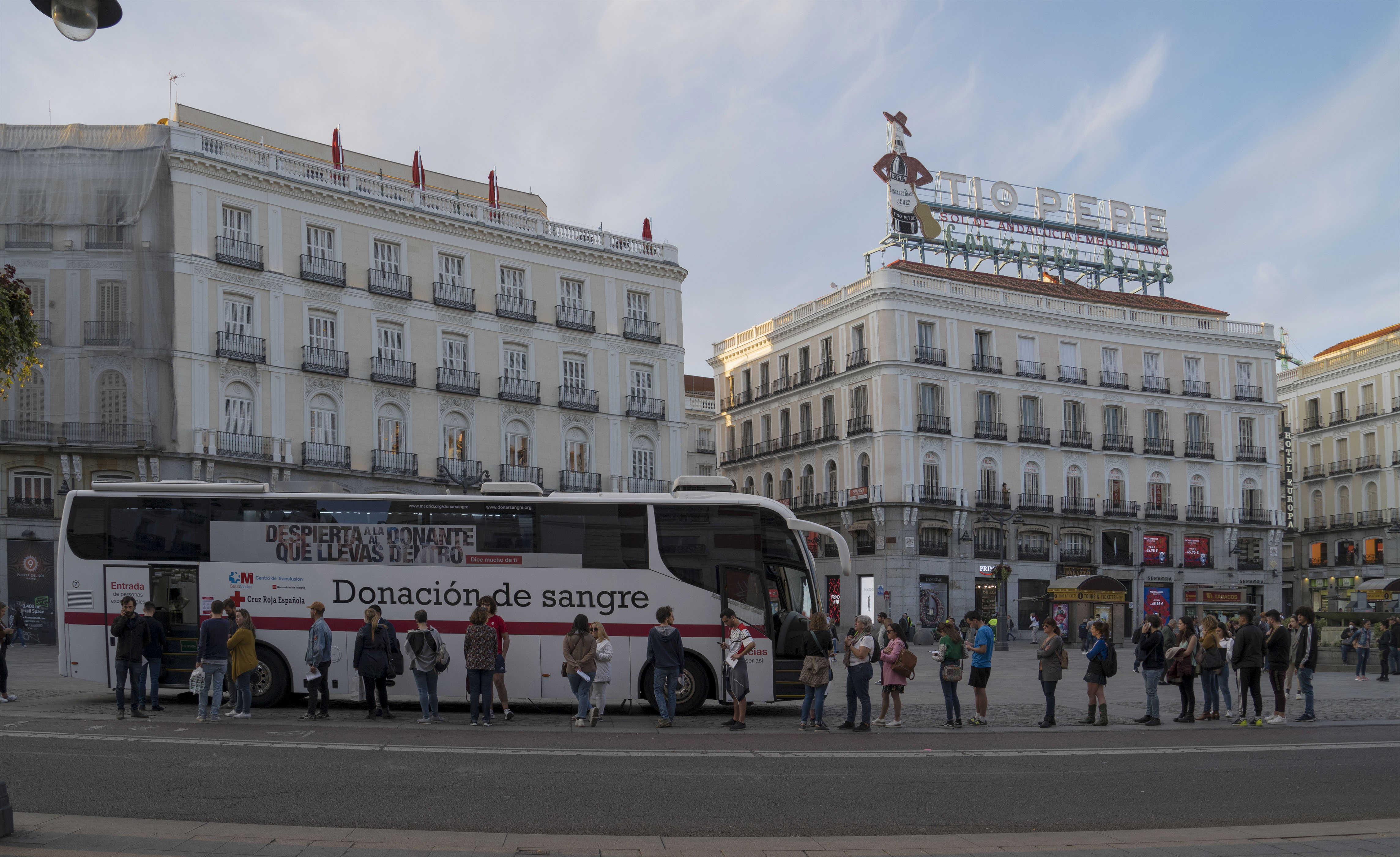
Personas haciendo cola para donar sangre en Madrid.

En una donación se extraen 450 ml de sangre, más otros 30/40 ml que servirán para las posteriores pruebas de laboratorio para determinar el grupo sanguíneo y la calidad y salubridad de la sangre. Los últimos análisis de laboratorio son fundamentales porque evitan la transmisión de enfermedades por transfusión sanguínea.
La donación de sangre es exclusiva para personas mayores de 18 años, que pesen más de 50 kg y que, evidentemente, gocen de buena salud. El donante no debe estar en ayunas a la hora de la donación. En cuanto a la capacidad de donación, los hombres pueden donar 4 veces al año  y 3 veces las mujeres. El hecho de que la mujer pueda donar solo 3 veces al año está relacionado con evitar una posible anemia debida a la suma de pérdidas de sangre por menstruación y a que el depósito de hierro es menor en la mujer que en el hombre.
Antes de las pruebas físicas, se ha de rellenar un cuestionario para garantizar la seguridad tanto del donante como del receptor; y responder a unas preguntas en una entrevista con el médico.
Tanto si es la primera vez como una posterior, el procedimiento es básicamente el mismo: si el individuo supera el peso mínimo (50 kg), se le mide la tensión y, si es adecuada, se le mide la hemoglobina (con un pulsioxímetro o con un pinchazo en el dedo para extraer un poco de sangre), a fin de comprobar que no haya anemia. Si las tres mediciones tienen un resultado positivo, se procede a inyectar en el brazo la aguja de la bolsa de recolección y almacenaje de sangre, que es de un solo uso, para prevenir posibles contagios por reutilización de materiales.
Al donante se le enviará a su domicilio un carné de donante de sangre, donde constan sus datos, incluyendo el grupo sanguíneo y el factor Rh, su número de donante, las donaciones que ha realizado y en qué fechas lo ha hecho. En la actualidad no existe un modelo único, por lo que cada institución encargada de la gestión de las donaciones perteneciente a la consejería de sanidad de cada comunidad autónoma, así como la Cruz Roja y hospitales privados con bancos de sangre, expiden un modelo propio diferente en cuanto a formato de registro, aunque todos muy similares en cuanto a la información que contienen.
Actualmente, en España, no se ha alcanzado el mínimo de donaciones recomendado por la OMS (Organización Mundial de la Salud) de 40 donaciones por cada 1000 habitantes.
Entre las personas que no pueden donar se encuentran las siguientes:
- Personas que han sido receptoras de trasplante de córnea o duramadre o que han recibido hormonas hipofisarias de origen humano. Personas sometidas a xenotrasplantes.
- Aquellas con antecedentes de consumo de drogas por vía intravenosa o intramuscular no prescrita, incluido un tratamiento esteroideo u hormonal para aumento de la musculación.
- Personas que residieron al menos 1 año en el Reino Unido durante el periodo 1980-1996.
- Personas con antecedentes de haber sido transfundidos en el Reino Unido o en países donde son endémicos los padecimientos o síndromes siguientes: el paludismo, el sida, la infección por HTLV y la enfermedad de Chagas.
- Personas que se hayan puesto un piercing o un tatuaje deberán esperar 4 meses para realizar la donación.[5]
- La persona que dona por primera vez no debe ser mayor de 65 años, como bien apunta la ley vigente. Sin embargo, los individuos que son donantes habituales pueden alargar su tiempo de donación hasta los 70 años, siempre y cuando tengan un buen estado de salud.

No se consideran motivos de exclusión:
- Tener la menstruación en el momento de la donación.
- Tomar anticonceptivos por vía oral.
- Ser alérgico, siempre que no se esté en la fase crítica de la enfermedad.
- Personas con problemas de hipertensión, siempre y cuando al momento de la donación sus niveles estén en los niveles normales.
- Ser alérgicos a los antibióticos.
- En caso de haber tomado aspirina y antiinflamatorios, es necesario avisar al médico.

Antes de proceder a la donación, un médico realiza un reconocimiento oportuno y determina si la persona es apta para realizar la donación. Una persona que haya sido rechazada en alguna ocasión, no implica que no pueda donar en otro momento, dependiendo siempre de cuál haya sido el motivo del rechazo.
La Federación Española de Donantes de Sangre agrupa las Asociaciones o Hermandades de Donantes de Sangre que colaboran con los Bancos de Sangre de los Hospitales o de los Centros de Transfusión. Tiene por finalidad el fomento y la concienciación ciudadana sobre la donación altruista y regular de sangre y plasma. El Centro de Transfusión de las Fuerzas Armadas, es el organismo responsable de las  donaciones y transfusiones de sangre en el seno de las Fuerzas Armadas.

## La donación en Argentina
En la Argentina el 1,5 % de la población dona sangre, y para cubrir las necesidades transfusionales a nivel nacional se requiere elevar el porcentaje a un 5 %, según estudios realizados por el hospital Garrahan.

### Campañas de donación
Desde el año 2006 se comenzaron a organizar campañas de donaciones de sangre por distintas organizaciones que buscaron concienciar a la población en la importancia de la donación, 3200 jóvenes, entre donantes y colaboradores, formaron la gota humana más grande del mundo en el año 2013.
Requisitos que deben cumplir los donantes de sangre:
- Debe tener entre 16 y 65 años.
- Pesar más de 50 kg
- No haberse sometido a cirugías en el último año, ni haberse realizado tatuajes, acupuntura ni perforación para aros en el mismo periodo.
- No haber estado en riesgo de adquirir infecciones de transmisión sexual que puedan transmitirse a través de la sangre.
- Deben gozar de buena salud, no estar resfriados, con dolor de garganta, ni bajo tratamiento médico, no tomar ácido acetilsalicílico (aspirina) 72 h previas. Antes de la donación, un desayuno liviano, una infusión con azúcar, tostadas o galletitas de agua, y evitar las grasas y los lácteos.

## La donación en México
En México, está prohibida la compra y venta de sangre; la donación debe ser siempre voluntaria y altruista. Sin embargo, únicamente el 3.5 % de las donaciones son altruistas, lo que representa uno de los índices más bajos de donación de sangre altruista en América Latina.
Según la organización mexicana *Únete por la Sangre, A.C.* y con base en la Norma Oficial Mexicana NOM-253-SSA1-2012, los requisitos para la donación de sangre en México son los siguientes:
- Presentar una identificación oficial con fotografía.
- Ayuno mínimo de 4 horas (se permite consumir jugo, fruta, café, té o agua).
- Tener entre 18 y 65 años de edad.
- Peso mínimo de 50 kg.
- Estar clínicamente saludable.
- No haber ingerido bebidas alcohólicas ni medicamentos en las últimas 48 horas.
- No haber recibido tratamientos de endodoncia, acupuntura, transfusiones, vacuna antirrábica, ni haberse realizado tatuajes en los últimos 12 meses.
- No haber padecido nunca hepatitis. Si la persona tuvo hepatitis A antes de los 10 años de edad, sí puede donar.
- No estar embarazada ni en periodo de lactancia. Las mujeres que se encuentren en su menstruación pueden donar.
- Esperar un mes para donar después de haber recibido la vacuna contra la influenza o 14 días después de recibir ciertas vacunas contra la COVID-19 como Sinovac o Cansino. No es necesario esperar en el caso de las vacunas de AstraZeneca, Janssen, Moderna, Novavax, Pfizer, Sputnik V o Sputnik Light.[11]

## La donación en Nicaragua

### Requisitos para donar sangre
- Estar sano y sentirse bien.
- Edad comprendida entre 17 y 65 años.
- Pesar más de 50 kilogramos.
- No haber tenido gripe, catarro, faringitis o diarrea en los últimos 7 días.
- No estar en ayunas.
- No tener conductas de riesgo que faciliten el contagio de hepatitis o VIH (promiscuidad, drogadicción, prisión, etcétera).
- La donación es un acto voluntario y solidario y los donantes deberán responder con sinceridad y honestidad las preguntas que realizará el personal profesional del banco de sangre.

### ¿Quiénes no deben donar sangre?
- Quienes hayan sufrido de hepatitis A después de cumplidos los 10 años, en caso de Hepatitis B y C ya no les será posible donar.
- Los trabajadores sexuales que se encuentren laborando.
- Las personas que consumen drogas.
- Las personas portadoras del virus de la inmunodeficiencia humana (VIH) o aquellas que creen necesitar una prueba para saberlo.
- Las personas portadoras del virus de hepatitis A, hepatitis B o hepatitis C o aquellas que creen necesitar una prueba para saberlo.
- Las personas que han tenido contacto sexual con trabajadores sexuales en el último año.
- Las personas que han tenido contacto sexual con más de dos personas diferentes en el último año, sean parejas fijas o casuales.
- Las personas que han tenido contacto sexual con una persona portadora de VIH en el último año.
- Las personas que han tenido contacto sexual con una persona que ha usado drogas en el último año.

En caso de que el donante no esté apto para donar, el personal profesional del banco de sangre explicará los motivos y orientará en cuando al lapso pertinente para intentar de nuevo la donación, si es posible.
Se recomienda revisar los lineamientos de la región donde se desea donar sangre, para saber en qué casos no son candidatos para la donación.

## La donación en Uruguay
En Uruguay, el Servicio Nacional de Sangre (SNS), dependiente de la Administración de los Servicios de Salud del Estado (ASSE), gestiona el programa de intercambio de hemocomponentes, con alcance a toda la red de hemoterapia del país, tanto del sector público como privado, y el programa de intercambio de plasma por hemoderivados, resultado del acuerdo del Ministerio de Salud Pública con la planta de hemoderivados de la Universidad Nacional de Córdoba (Argentina). Impulsa la donación de sangre, voluntaria y repetida, con acciones educativas, campañas de sensibilización y promoviendo la participación y el protagonismo comunitario.
El SNS es el centro de referencia nacional de inmunohematología: recibe de todos los servicios de hemoterapia del país aquellas muestras de donantes y pacientes que presenten dificultades para realizar su diagnóstico y posible tratamiento. Garantiza un stock estable de insumos para todos los servicios de la red de hemoterapia de ASSE, y centraliza e integra, para su publicación anual, los datos recabados de la actividad mensual que envían los servicios de hemoterapia del país, públicos, mutuales y privados, lo que permite estudiar diferentes índices productivos y asistenciales a nivel país, por región, e individuales de cada servicio.
Los requisitos para donar sangre en Uruguay son:
- tener entre 18 y 65 años de edad;
- pesar más de 50 kg;
- estar en buen estado de salud (ni siquiera resfriado);
- tener un ayuno de sólidos —esto incluye leche y sus derivados— de 4 horas como mínimo; es recomendable el consumo de abundantes líquidos, incluso azucarados, hasta el momento de la donación;
- haber descansado por lo menos 6 horas la noche anterior a la donación, y
- no haber donado sangre en los últimos 3 meses, para hombres, y en los últimos 4, para mujeres.

## Las declaraciones del donante
Es norma difundida en distintos países que a la persona que concurre a donar sangre se le solicite la firma de un formulario en el que consta de la información que proporciona acerca de las circunstancias que podrían llevar a su exclusión como donante.
La veracidad de esta información es importante porque hay padecimientos que se transmiten por la sangre que tienen un período de latencia inmediatamente posterior a la infección, durante el cual no se es posible detectarla mediante los análisis de la sangre.

## Derechos y obligaciones del donante de sangre
En el proceso de donación de sangre, los pacientes y donantes son la prioridad. En el banco de sangre, se proporciona información verbal y escrita para orientar a los donantes sobre el proceso, los requisitos, los beneficios, los posibles eventos adversos y todo lo necesario para lograr una donación segura.
No se discriminará a ningún donante; sin embargo, para cumplir con los requerimientos establecidos por la autoridad sanitaria, el proceso de donación se realiza mediante una serie de fases o filtros para seleccionar a las personas que cumplan con todos los criterios de aceptación. Es importante que los donantes sepan que existe la posibilidad de ser rechazados en alguna etapa del proceso. (NOM-253-SSA1-2012).
Antes de iniciar el proceso de donación, es fundamental conocer cuáles son los derechos y obligaciones del donante:

### Derechos
- No ser discriminado por su género, creencias religiosas, condición socioeconómica, orientación sexual u origen étnico.
- Recibir un trato digno, respetuoso y oportuno.
- Recibir información clara sobre los beneficios y riesgos de la donación.
- Hacer preguntas relacionadas con el proceso de donación en cualquier momento.
- Retirarse o excluirse voluntariamente en cualquier momento durante el proceso.
- Que la información proporcionada sea tratada de manera confidencial.
- Recibir información sobre las razones por las cuales no pudo donar.
- Recibir orientación y asesoría en caso de resultados inesperados.
- Obtener el informe de los resultados de los estudios de laboratorio realizados.
- Recibir una respuesta apropiada a quejas y sugerencias.

### Obligaciones
- No recibir remuneración económica o en especie por la donación.
- Proporcionar información veraz en todos los datos solicitados (información personal, estado de salud, prácticas de riesgo).
- Verificar que la información sobre su identidad sea correcta.
- Informar sobre cualquier causa de exclusión que no haya sido detectada durante el proceso de donación.
- Notificar cualquier síntoma o signo posterior a la donación que haga inadecuado el uso de la sangre donada.
- Cumplir con las indicaciones proporcionadas durante el proceso de donación.
- Seguir las recomendaciones posteriores a la donación para prevenir eventos adversos asociados.
- Comportarse con respeto hacia el personal de salud.[12]

## Tamizaje oscreening
En algunos casos los donantes deben dar su consentimiento para el proceso. Por lo general, en caso de ser menores de edad no pueden donar sin el permiso de un padre o tutor. En algunos países, las respuestas se asocian con la sangre del donante sin nombre para proporcionar anonimato; en otros, como en Estados Unidos, los nombres se mantienen para crear listas de donantes elegibles. Si un donante no cumple con estos criterios, es "diferido". Este término se usa porque muchos donantes que no son elegibles pueden permitirse donar más tarde. Los bancos de sangre en los Estados Unidos pueden estar obligados a etiquetar la sangre si se trata de un donante terapéutico, por lo que algunos no aceptan donaciones de donantes con una enfermedad de la sangre. Otros, como el Australian Red Cross Blood Service, aceptan la sangre de los donantes con hemocromatosis, un trastorno genético que no afecta la seguridad de la sangre.
El origen étnico de los donantes es a veces importante, ya que algunos tipos de sangre, especialmente los más raros, son más comunes en ciertos grupos étnicos. Históricamente, los donantes fueron segregados o excluidos debido a sus creencias religiosas o a su origen étnico, pero esto ya no es una práctica habitual.

### Receptor de seguridad
Los donantes son examinados para detectar cualquier riesgo para la salud del receptor, lo que lo convertiría en un donante inseguro. Algunas de estas restricciones son controvertidas, como la restricción de las donaciones de homosexuales. En 2011, el Reino Unido retiró su prohibición a los donantes de sangre homosexuales; en cambio, Canadá continuó su prohibición. En el caso de donantes autólogos, no siempre se realiza un análisis exhaustivo de la sangre. A los donantes también se les pregunta acerca de los medicamentos que consumen como, por ejemplo, dutasterida, ya que puede ser peligroso para una mujer embarazada recibir la sangre.
Se examina a los donantes para detectar síntomas de las enfermedades que se pueden transmitir en una transfusión de sangre, tales como VIH, malaria y hepatitis viral. La investigación puede incluir preguntas acerca de factores de riesgo para diversas enfermedades, tales como viajes a países en riesgo de malaria o la enfermedad de Creutzfeldt-Jakob.[cita requerida]

### Donante de seguridad: requisitos
Se examina a los donantes, y tienen que contestar preguntas específicas acerca de su historial médico. A la persona candidata a donar se le toma una muestra sanguínea previa a la donación. Estos estudios son: biometría hemática, grupo sanguíneo y factor Rh, con la finalidad de valorar, principalmente hemoglobina, hematocrito y plaquetas, ya que para donar deben encontrarse en valores normales o por encima de ello, a fin de que la donación de sangre no tenga repercusiones en la salud del donante. Una vez realizados estos estudios, el médico encargado del banco de sangre elaborará una historia clínica. Ésta se basa en una serie de preguntas (que pueden resultan incómodas), a fin de hacer una minuciosa selección de donantes. Las preguntas más frecuentes son, entre otras:
- ¿Se encuentra bien de salud? (Se descarta, por ejemplo, a candidatos a donación que padezcan o hayan padecido epilepsia, pues en el transcurso del procedimiento de la donación el cerebro pierde oxígeno, y existe el riesgo de que se desencadene una crisis).
- ¿Está tomando algún medicamento?
- ¿Fuma?
- ¿Consume alcohol?
- ¿Consume alguna sustancia adictiva (droga)?
- ¿Cuántas parejas sexuales tiene actualmente o ha tenido en el último año?

También se registran el peso, la talla y los signos vitales. Una vez pasados estos filtros, se lleva a cabo la donación propiamente dicha, que dura aproximadamente 5 minutos. Si se trata de donación de plaquetas por medio de aféresis, dura entonces entre 60 y 90 minutos. Al término de la donación, el banco se sangre o puesto de sangrado ofrecerá a los donantes una colación (recuérdese que se solicitó a los donantes que llegaran en ayunas).
Las personas que donan tienen derecho de conocer los resultados de serología que se realizan a la sangre que donaron. Esto a fin de garantizar que la sangre sea segura y pueda ser transfundida. Estos estudios son:
- brucelosis
- enfermedad de Chagas
- hepatitis B
- hepatitis C
- paludismo
- sífilis

- VIH

## Tipos de donación
Las donaciones de sangre se clasifican según el destinatario de la sangre.
- **Donación alogénica**: Ocurre cuando un donante dona sangre para su almacenamiento en un banco de sangre y posterior transfusión a un receptor desconocido.

- **Donación dirigida**: Se realiza cuando una persona, a menudo un familiar, dona sangre específicamente para un individuo en particular que necesita una transfusión.[25] Este tipo de donaciones son relativamente poco frecuentes en lugares donde existe un suministro de sangre bien establecido.[26]

- **Donación de reemplazo**: Es una combinación de las dos anteriores y es común en países en desarrollo, como Ghana.[27] En este caso, un familiar o amigo cercano dona sangre para reemplazar la que fue utilizada previamente en una transfusión, garantizando así un suministro continuo.

- **Donación autóloga**: Consiste en almacenar sangre del propio donante para su uso en una fecha posterior, generalmente después de una cirugía. Véase también suero autólogo y autotrasplante.[28]

La sangre utilizada para la fabricación de medicamentos puede provenir de donaciones homólogas o de donaciones específicas destinadas exclusivamente a la producción de hemoderivados.
El proceso de donación varía según las leyes y regulaciones de cada país, y las recomendaciones para los donantes dependen de la organización encargada de la recolección y almacenamiento de la sangre. La Organización Mundial de la Salud (OMS) proporciona recomendaciones para las políticas de donación de sangre, pero en muchos países en desarrollo estas no se siguen completamente debido a la falta de infraestructura adecuada, personal capacitado o recursos económicos.
Un evento donde los donantes se reúnen para realizar donaciones alogénicas se conoce como "colecta de sangre". Estas colectas pueden tener lugar en bancos de sangre o en ubicaciones comunitarias como centros comerciales, lugares de trabajo, escuelas o centros de culto.

## Separación de componentes
El tiempo que transcurre desde la donación de sangre hasta su transfusión a un paciente debe ser el menor posible, generalmente entre 12 y 14 horas.[cita requerida]
Tras la donación, la bolsa que contiene la sangre se somete a un proceso de tipaje, mediante el cual se identifica el grupo sanguíneo del donante. Luego de esta primera clasificación, la bolsa pasa al laboratorio de fraccionamiento, donde se realiza un proceso de centrifugación que permite la separación de sus componentes: plasma, glóbulos rojos y plaquetas.
Los laboratorios de serología e inmunología son los últimos en analizar la sangre, descartando la presencia de enfermedades como hepatitis B, VIH, sífilis o la elevación de transaminasas. Solo después de pasar rigurosos controles de seguridad, la sangre estará lista para ser utilizada en un receptor.

### Glóbulos rojos
Los glóbulos rojos se obtienen retirando el plasma de la sangre.
- **Volumen:** 250-300 ml
- **Hemoglobina:** 23 g/dl
- **Hematocrito:** 70-80 %
- **Tiempo de almacenamiento:** 21-35 días
- **Indicaciones:** Pacientes con anemia

### Plasma
El plasma es el componente líquido de la sangre que contiene proteínas y otros elementos esenciales.
- **Volumen:** 250-300 ml
- **Proteínas** (principalmente albúmina): 12 g
- **Composición:** Agua y sodio
- **Temperatura de almacenamiento:** Congelación durante 1 año
- **Indicaciones:** Pacientes con hipoalbuminemia y trastornos de la coagulación

### Plaquetas
Las plaquetas son esenciales para la coagulación de la sangre y se utilizan en el tratamiento de diversos trastornos hemorrágicos.
- **Volumen:** 30-50 ml de plasma
- **pH:** 6.0
- **Temperatura de almacenamiento:** 22 °C durante 3 a 5 días
- **Indicaciones:** Pacientes con trombocitopenia o trastornos plaquetarios

## Donación de sangre y COVID-19
A pesar de que la necesidad de donación de sangre es continua y que la COVID-19 se transmite por vía aérea (no por vía sanguínea, como algunos mitos sugieren), la donación altruista de sangre disminuyó significativamente durante la pandemia de COVID-19. En el caso de México, según miembros de la Cruz Roja Mexicana, las donaciones se redujeron entre un 75 y 85 %. Esta disminución se atribuye al temor de la población de contagiarse de COVID-19 al acudir a donar sangre, debido al percibido riesgo de contagio.

## Donación altruista
En The Gift Relationship: From Human Blood to Social Policy (1970), Richard Titmuss demostró los riesgos asociados con la compraventa de sangre y destacó que la donación voluntaria y altruista es más segura y ética. Titmuss comparó el sistema de donación pagada implementado en los Estados Unidos con el sistema de donación altruista existente en el Reino Unido. Sus investigaciones influyeron significativamente en cambios de políticas relacionadas con la donación de sangre.
En 1975, la Administración de Alimentos y Medicamentos (FDA) implementó regulaciones más estrictas en los bancos de sangre, desalentando el pago a donantes y promoviendo la donación altruista y voluntaria. La Organización Mundial de la Salud (OMS) también publicó normativas para fomentar estos cambios. Además, los estudios realizados por los Centros para el Control y la Prevención de Enfermedades (CDC) contribuyeron a reforzar la importancia de la donación altruista.

## En la cultura popular
Varias obras y referencias culturales representan el sistema de pago a donantes de sangre, a menudo destacando la pobreza de los donantes o su explotación.

### Cine
- Midnight Cowboy (1969, dirigida por John Schlesinger) muestra cómo los personajes principales recurren a la donación de sangre pagada como una forma de obtener dinero en situaciones de extrema necesidad.